# Снэ, Моше
Моше Снэ (ивр. משה סנה‎, при рождении Мойше Клайнбойм; 6 января 1909, Радзынь-Подляский, Российская империя — 1 марта 1972, Иерусалим) — деятель социалистического сионизма, а впоследствии один из лидеров израильских коммунистов, публицист. Начальник штаба «Хаганы» с 1941 по 1946 годы, член правления Всемирной сионистской организации, член правления Еврейского агентства, член Ваад Леуми, делегат Всемирных сионистских конгрессов, депутат шести созывов кнессета.

## Биография
Моше Снэ родился в январе 1906 года (в конце декабря 1905 года по старому стилю) на севере Польши — в то время в составе Российской империи. Получил традиционное еврейское начальное образование, после чего окончил польскую государственную гимназию. По окончании гимназии Моше пытался поступить в Варшавский университет на медицинский факультет, но не был принят из-за ограничений на приём студентов-евреев. Перевестись на медицинский факультет ему удалось через два года учёбы на биологическом факультете. В 1935 году Моше окончил университет со степенью доктора медицины и до 1939 года работал по основной специальности. В 1933 году он женился на враче-педиатре Хане Вайнберг.
От родителей Симона и Хавы Моше почерпнул сионистские убеждения и с юности занимался политической деятельностью. В самом начале университетской учёбы он начал принимать активное участие в работе сионистского студенческого профсоюза «Ярдения», став в 1926 году его председателем, а в 24 года возглавил Сионистскую организацию Польши. С 1931 по 1939 год Кляйнбойм активно участвовал в издании в Польше сионистской периодики — еженедельника «Опиния» и газеты «Хайнт», где с 1933 года был политическим редактором. С 1933 года годов он представлял Польшу на Всемирных сионистских конгрессах и в 1935 году был избран членом исполнительного комитета Всемирной сионистской организации.
С началом Второй мировой войны Моше Кляйнбойм, офицер запаса польской армии, был призван на военную службу, которая продолжалась до капитуляции Польши, после чего он непродолжительное время пробыл в советском плену, в 1940 году выехав с женой и дочерью в подмандатную Палестину. Там он уже в июне стал одним из руководителей «Хаганы» — отрядов еврейской самообороны, — а в 1941 году стал начальником штаба «Хаганы», занимая этот пост до 1946 года. В 1944 году он был избран в Собрание представителей еврейского ишува, а затем в Ваад Леуми — главный орган исполнительной власти ишува, где занял пост директора по вопросам обороны. В это время он меняет фамилию Кляйнбойм на Снэ. Одновременно с политической деятельностью и работой над формированием и оснащением вооружённых сил будущего еврейского государства он занимался организацией нелегальной иммиграции евреев в Палестину. В эти годы в Польше погибли его родители, уничтоженные польскими карателями в 1944 году за считанные дни до освобождения региона от нацистов; единственная сестра Моше, Рахель, погибла в концентрационном лагере Травники.
В 1945 году Моше Снэ стоял у истоков создания Национального совета еврейской авиации, под эгидой которого объединились компании гражданских авиаперевозок в Палестине. В августе того же года Снэ выступил на Сионистском конгрессе в Лондоне с призывом к борьбе против английского правления в Палестине, рассматривая поведение Великобритании в еврейском вопросе в годы войны как предательское. Снэ, избранный членом правления Еврейского агентства, вернулся затем в Палестину, где начал организацию вооружённой борьбы против британских властей («Хагана» присоединилась к уже ведущим такую борьбу подпольным организациям «ЭЦЕЛ» и «ЛЕХИ»).
В ответ в июне 1946 года британские мандатные власти провели серию арестов лидеров еврейского ишува, известную как «Чёрная суббота». Полицейский налёт состоялся и на квартиру Снэ, которого британская пресса уже объявила «террористом номер один», но тот в это время находился на собрании в память предыдущего лидера «Хаганы» Элияху Голомба. Получив известия об облаве, домой он так и не явился; не сумели его найти и в ходе четырёхдневного комендантского часа в Тель-Авиве, а на следующий день после снятия комендантского часа в прессе уже появились сообщения о прибытии Снэ в Париж. Там некоторое время Снэ работал с Бен-Гурионом в аналоге правительства в изгнании, позже получив разрешение вернуться в Палестину.
Тем не менее в декабре 1946 года на Сионистском конгрессе в Базеле Снэ снова призвал к борьбе с британскими властями и прекращению с ними всякого сотрудничества. На конгрессе его усилиями было предотвращено переизбрание на пост президента Всемирной сионистской организации доктора Хаима Вейцмана, известного своими пробританскими взглядами. Однако в целом руководство ишува не было настроено столь радикально по отношению к Великобритании, и после неудачных попыток убедить лидеров ишува в своей правоте Снэ в декабре 1947 года подал в отставку. В это время он также присоединился к Объединённой рабочей партии (МАПАМ), где были сильны крайне левые, просоветские позиции.
От МАПАМ Снэ был избран в первый и второй созыв кнессета, но со временем даже левосионистская идеология этой партии стала ему казаться недостаточно радикальной. В 1953 году Снэ вышел из состава МАПАМ, создав в кнессете антисионистскую фракцию Левых социалистов Израиля. Позже, в 1954 году, Снэ и фракция Левых социалистов Израиля присоединились к компартии Израиля (МАКИ). Только в 60-е годы, когда СССР занял резко проарабскую позицию в арабо-израильском конфликте, Снэ, входивший к этому времени в ЦК партии, пересмотрел свои антисионистские взгляды и способствовал расколу коммунистов Израиля в 1965 году на два лагеря — еврейскую компартию во главе с Микунисом и антисионистский, преимущественно арабский Новый коммунистический список под председательством Вильнера. Снэ представлял МАКИ в четырёх созывах кнессета — с третьего по пятый и в седьмом и активно сотрудничал в левой израильской прессе (газеты «Аль ха-Мишмар» и «Коль ха-Ам»), завоевав славу блестящего публициста.
В документах КГБ из «архива Митрохина», датированных 1970-м годом, Моше Снэ фигурирует как один из агентов КГБ, связь с которым должна быть вознобовлена после разрыва отношений между СССР и Израилем в 1967 году.
Моше Снэ скончался 1 марта 1972 года в Иерусалиме.

## Идеология
Идеологическая позиция Моше Снэ на протяжении его политической карьеры неоднократно претерпевала значительные изменения, но всегда оставалась левой. В ранние студенческие годы он возглавлял организацию «Ярдения» — радикальный сионистский профсоюз, а позже присоединился к партии общих сионистов, где его поддержкой пользовалось радикальное крыло под руководством Ицхака Гринбойма. В 30-е годы Моше Кляйнбойм возглавил отколовшуюся от основного движения общих сионистов фракцию, искавшую контактов с сионистами-социалистами Палестины. Хотя в сионистском движении его продолжали рассматривать как продолжателя дела Гринбойма, он сменил курс: вместо сотрудничества с национальными меньшинствами Польши (украинцами, белорусами, немцами) он пошёл на сближение с польскими социал-демократами, что заставило польские власти счесть его одним из лидеров «жидокоммуны».
В Палестине Кляйнбойм-Снэ продолжал оставаться выразителем левых взглядов — поначалу сионистских, что выразилось в его борьбе с британскими властями за создание независимого еврейского государства. Однако в начале 50-х годов Снэ, мечтавший о союзе между Израилем и СССР, разочаровался в сионизме, выразив это в вышедшей в 1954 году брошюре «Итоги национального вопроса в свете марксизма-ленинизма». Этот разрыв с сионизмом, пришедшийся на годы гонений на евреев в странах соцлагеря, включавших процесс Сланского и дело врачей, соратники Снэ встретили с удивлением, но он сохранил верность этим взглядам до 1964 года, оставаясь всё это время идеологом просоветских позиций в израильской прессе. В последний период жизни Снэ возвратился к признанию идей сионизма, осуждая стремление арабских стран уничтожить еврейское государство. За эту смену взглядов и роль в расколе израильской компартии советская пресса осудила Снэ как «перерожденца-шовиниста». В то же время он оставался сторонником мирного разрешения конфликта, «справедливого мира» с арабскими соседями и права палестинцев на самоопределение.
После смерти Моше Снэ по желанию родственников было оглашено его политическое завещание, написанное перед операцией, перенесённой за полтора месяца до этого. В этом документе Снэ выражал сожаление о том, что долгое время (с 1953 по 1964 год) отрицал идеалы сионизма.